# John Littlewood
John Edensor Littlewood (Rochester, 9 juni 1885 – Cambridge, 6 september 1977) was een Brits wiskundige verbonden aan de Universiteit van Cambridge.
Hij begon met werk aan de Riemann-hypothese en bewees dat, als die waar is, dan de priemgetalstelling eruit volgt. Hij werkte op vraagstukken, op het probleem van Waring, op Fouriertheorie en op differentiaalvergelijkingen. Samen met Godfrey Harold Hardy formuleerde hij twee vermoedens over priemgetallen.
In 1938 werkte hij op haar verzoek samen met Mary Cartwright aan een probleem van radarversterkers. Zij ontdekten het grillige gedrag van differentiaalvergelijkingen en stonden daarmee aan de wieg van de chaostheorie. Hun bijdrage werd later vergeten.
In 1916 werd hij verkozen tot Fellow of the Royal Society. Tijdens de Eerste Wereldoorlog werkte hij aan ballistiek. De anekdote over de corioliskracht bij de Slag bij de Falklands is door hem opgetekend. Tijdens de Tweede Wereldoorlog werkte hij aan radar.
Littlewood kreeg vele onderscheidingen, waaronder de Sylvester-medaille in 1943 en de Copley Medal in 1958.